# Katarinia
Katarinia — рід жуків з родини Скрипунових.

## Класифікація
Рід містить три види:
- Katarinia cephalota
- Katarinia consanguinea
- Katarinia teledapoides